# Kakoku Šima
Kakoku Šima (Kasumija) (japonsky 島霞谷, Šima Kakoku; 1827 Provincie Šimocuke – 1870) byl průkopnický japonský fotograf a umělec.

## Životopis
Narodil se v roce 1827 v dnešní prefektuře Točigi. Pravděpodobně se inspiroval svým otcem, který byl vášnivým malířem. V roce 1847 vstoupil do umělecké školy v Edu (nyní Tokio), kde se setkal se spolužačkou Rjú (příjmení neznámé; 1823–1900). V roce 1855 se vzali a brzy se odstěhovali do regionu Kantó, kde pravděpodobně také vystavovali. Zdá se, že v té době Šima publikoval několik svých obrazů jako ilustrace v knihách. V určitém okamžiku se pár naučil fotografii a na jaře roku 1864 Rjú fotografovala Kakokua, čímž vytvořila nejstarší známou fotografii od japonské ženy. Negativ je uložen v historickém muzeu Tódžó, mokrá deska tohoto portrétu zůstává v rodinných archívech rodiny Šimy a Muzeum výtvarného umění v Houstonu má ve svých sbírkách albuminový tisk. Šimaové provozovali fotografické studio v Edu přibližně v letech 1865 až 1867, dokud Kakoku nepřijal učitelskou pozici v Kaiseidžu. Později Šima pracoval v Daigaku Tókó (大学 東 校, předchůdce lékařské fakulty Tokijské univerzity), a vymyslel tam první japonský způsob pro tisk lékařských učebnic.
Zemřel na horečku v roce 1870 a jeho manželka se vrátila do Kirjú, kde otevřela své vlastní fotografické studio.
V roce 1988 bylo ve skladu domu Šimaových potomků nalezeno asi 2000 předmětů z jejich dědictví. Nejenže byl odhalen celý obrazový archiv uměleckého páru, ale bylo také rozhodnuto poskytnout historikům prvotřídní historický materiál, který umožňuje z různých pohledů posuzovat situaci konce období Edo (uložené v Prefekturním muzeu historie Gunma).